# Льєсек
Льєсек (словац. Liesek) — село, громада округу Тврдошін, Жилінський край. Кадастрова площа громади — 30.9 км².
Населення 2978 осіб (станом на 31 грудня 2018 року).

## Історія
Льєсек згадується 1558 року.

## Географія
Протікають річки
- Братковчик
- Брезовиця[7][8]
- Глибокий потік[9]
- Груньовий потік[10]

## Населення
| Рік:            | 1994. | 2004.    | 2014.    | 2024.   |
| --------------- | ----- | -------- | -------- | ------- |
| Кількість осіб: | 2272  | 2588     | 2865     | 3118    |
| Різниця:        |       | +13,90 % | +10,70 % | +8,83 % |

| Рік:            | 2023. | 2024.   |
| --------------- | ----- | ------- |
| Кількість осіб: | 3111  | 3118    |
| Різниця:        |       | +0,22 % |